# Distance-vector
Distance-vector je vlastnost intraautonomního dynamického směrovacího protokolu, která popisuje způsob jeho fungování. Distance-vector směrovací protokoly jsou charakteristické tím, že neznají strukturu sítě za svými nejbližšími sousedy; toto vše už je vyjádřeno v metrice propagovaných směrovacích cest. Opačným přístupem v intraautonomním směrování je způsob link-state.
Distance-vector směrovacími protokoly jsou např. protokoly RIP a EIGRP.